# Groß Godems
Groß Godems is een gemeente in de Duitse deelstaat Mecklenburg-Voor-Pommeren, en maakt deel uit van het Landkreis Ludwigslust-Parchim.

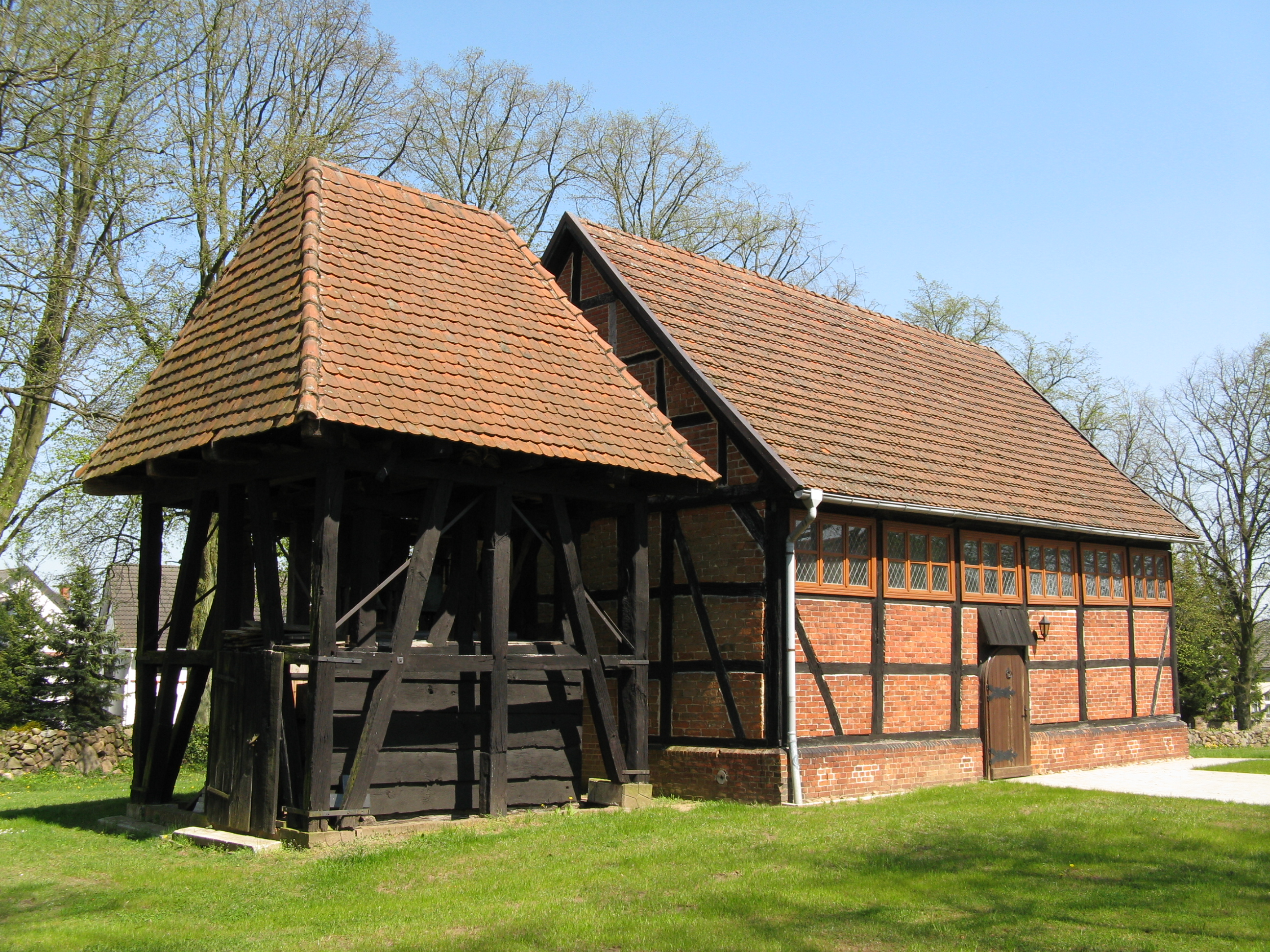
Kerk

Groß Godems telt 394 inwoners.